# NGC 402
NGC 402 est une étoile située dans la constellation des Poissons près de la galaxie NGC 403.
L'astronome irlandais Lawrence Parsons a enregistré la position de cette étoile le 7 octobre 1874.